# 錫安工人
錫安工人（希伯來語：‎，羅馬化：Poale Zion）是1901年崩得放弃锡安主义后，在俄罗斯帝国、波兰和其他欧洲城市建立的支持马克思主义和锡安主义的犹太工人运动。1922年，曾参加1922年苏联立法选举，获得2个席位。1928年夏天，该运动在苏联的最后一批组织停止活动；在波兰的组织则一直存在到1950年。